# М60 Патън
М60 Патън (105 mm Gun Full Tracked Combat Tank M60) е американски основен боен танк от времето на Студената война. Той е последният от серията танкове, наречени на генерал Патън, макар че официално танкът не е назоваван така. Разработен е на основата на М48А2. Общо от компанията „Крайслер“ (Chrysler) са произведени над 15 000 машини от всички модификации. На въоръжение е в редица страни от НАТО и съюзници на САЩ. Постепенно е заменян от по-модерните М1 Ейбрамс и Леопард 2.
.

## История
Успоредно с въвеждането в експлоатация на танка М48, през 1952 г. американската армия започва разработката на танк с по-мощно въоръжение, усилена броня и по-голям запас от ход. Новият танк е с наименование Т-54, като се предвижда да бъде въоръжен със 105-mm оръдие с механизъм за автоматично зареждане. През 1957 г. разработката е прекратена в полза на нова разработка под името Т-95. В различните версии на Т-95 се експериментира с 90-mm гладкостволно оръдие, 105-mm нарезно или гладкостволно оръдие, както и със 120-mm нарезно оръдие. Година по-късно се отчита, че новият танк няма големи предимства пред М48 и програмата е прекратена. Взема се решение да се разработи нов танк като дълбока модернизация на актуалния модел М48А2. На 4 юни 1958 г. стартира програмата за новата машина, която е означена с кодовото наименование ХМ60. Така за първи път вместо Т се въвежда префиксът X за експерименталните машини, като след утвърждаването им, той отпада от наименованието.  Първоначално е предвиждано да бъде използван по-издължената купола на Т-95, но впоследствие се запазва куполата на М48А2. На 11 декември 1958 г. новият танк е одобрен да започне производството му, а на 16 март е дадено и окончателното му наименование – 105 mm Gun Full Tracked Combat Tank M60. Въведен на въоръжение през 1960 г. Танкът е въоръжен със 105-mm нарезно оръдие M68. Допълнителното въоръжение е 7,62-mm картечница M73, сдвоена с оръдието и 12,7-mm зенитна картечница М85, монтирана в командирска куполка М19.

### М60А1
През октомври 1962 г. започва производството на версията М60А1. Тя е с удължена купола, заимствана от разработките на Т95, модифицирана командирска куполка – М29, усилена защита – 109 mm челна броня на корпуса и 254 mm на куполата. Масата на танка нараства на 52,6 t. Монтират се нови комбинирани перископични наблюдателни уреди за дневно и нощно инфрачервено виждане – съответно М36 за командира и М32 за мерача. Добавена е филтровентилационна уредба за очистване на въздуха в бойното отделение и автоматична противопожарна система. Воланът на механик-водача е заменен с Т-образен щурвал. Производството на М50А1 продължава до 1980 г., като общата бройка на тази модификация е 7948 танка.

### М60А2
В началото на 1964 г. Департаментът на отбраната на САЩ взема решение да се разработи нова версия на танка, която да може да изстрелва и управляеми ракети „Шелила“ (Shillelagh). За целта е разработена купола с нисък профил, в която се монтира използваното и в лекия танк М551 „Шеридан“ 152-mm нарезно оръдие M81E1. Експерименталният танк е под наименованието М60А1Е1. През 1972 г. започва производството на М60А2 „Старшип“ (Starship). На танка се монтира 152-mm нарезно оръдие M162, стабилизирано в две плоскости. Боекомплектът му включва 33 конвенционални снаряда и 13 управляеми ракети. Допълнителното му въоръжение е 7,62-mm картечница, сдвоена с оръдието и 12,7-mm зенитна картечница в командирската куполка. До 1974 г. са произведени 526 бройки (според данни на Крайслер) или 540 (по данни на Департамента по отбраната) , но заключенията за тази модификация са, че е несполучлива и след 1981 г. е свалена от въоръжение.

### М60А3
През 1978 г. се появява модернизираната версия М60А3, която се произвежда до 1987 г. Основните подобрения са новата система за управление на огъня, включваща лазерен далекомер, електронен балистичен изчислител с метеодатчик, термовизорен канал за мерача. Оръдието има топлозащитен кожух за намаляване влиянието на атмосферната температура върху точността на стрелбата. Добавени са два шестцевни димни гранатомета M239. Веригите са с нов тип тракове със сменяеми гумени възглавнички.

## Устройство

### Конструкция
Танкът е създаден по традиционна схема – отделение за управление в предната част, бойно отделение в средата и моторно-трансмисионно отделение в задната част на корпуса. Механик-водачът се намира в отделението за управление в средата по надлъжната ос на корпуса. В бойното отделение отдясно на оръдието са разположени командирът на танка и мерачът, а отляво – пълначът.
Танкът има сравнително голяма височина – 3,2 m, и ширина – 3,6 m. Това позволява в бронирания обем да бъдат разположени сравнително голям боекомплект – 63 снаряда, и целия запас от гориво – 1420 l.

### Двигател и трансмисия
Двигателят на М60 е 12-цилиндров V-образен многогоривен дизелов двигател „Континентъл“ AVDS-1790-2 на „Континентъл мотърс“ (Continental Motors) с мощност 750 к.с при 2400 оборота. От 1975 г. се монтира модифицираният AVDS-1790-2C. Двигателят е с въздушно охлаждане, монтиран в един блок с трансмисията, охлаждащата и маслената система. Масата на силовия блок е 3622 kg. Пускането на двигателя се осъществяна от електростартер, който обезпечава пускане до -30 °C. За облекчаване на пуска на двигателя в зимни условия се използва подгревател с принудително подаване на въздух.
Трансмисията е двупоточна хидромеханична CD850-6 крос-драйв (cross-drive) на „Дженерал мотърс“, включваща двуреакторна комплексна хидропредавка без блокиращ фрикцион, планетна предавателна кутия, завъртащ механизъм от диференциален тип и два планетни бордови редуктора. Планетната предавателна кутия е с две степени на свобода и има само две предавки за преден ход и една за заден.. За управление на танка механик-водачът използва волан, заменен при М50А1 с Т-образен щурвал.
В МТО има и устройство за разсейване на топлината, което смесва на изгорелите газове от двигателя с възушен поток от вентилаторите на системата за охлаждане и така се намалява възможността танкът да бъде открит нощем чрез инфрачервени или топловизорни прибори.

### Ходова част
Верижният задвижващ механизъм се състои от вериги с гумено-металически шарнири и гумирани улеи. Траковете са с ширина 710 mm, както при М48 – T97Е2, а от версия М50А3 – нов тип по-устойчиви тракове – T142, със сменяеми осмоъгълни гумени възглавнички. Веригата се движи по 6 26-инчови алуминиеви двойни опорни и 3 двойни поддържащи ролки с гумени бандажи, задно водещо и предно направляващо колело с механизъм за опъване на веригата с компенсиращо устройство. Ресурсът на веригата е 8000 km, а на сменяемите възглавнички – 4000 km. Пробегът на танка до капитален ремонт е 9600 km.

### Въоръжение
Танкът е въоръжен със 105-mm нарезно оръдие M68 на „Дженеръл Дайнамикс“ (General Dynamics), което е американска версия на британското оръдие L7. Скорострелност – 7 изстрела в минута. Издръжливост на цевта – не по-малко от 400 изстрела. Зареждането е ръчно. Ъгълът на възвишение/снижение на оръдието е от +19 до –9°. Оръдието има ежектор за извеждане на барутните газове от бойното отделение след изстрел. От версия М60А3 на оръдието се монтира топлозащитен кожух и се управлява с двуплоскостен стабилизатор.
Боекомплектът на оръдието е 57, а от версия М60А1 – 63 снаряда. Включва: бронебойно-подкалибрени, с отделящо се дъно, М735 (със сърцевина от волфрамова сплав) или М774 (с корпус от уранова сплав); бронебойно-фугасни М393; кумулативни М456А1; шрапнелни М494, с 5000 стреловидни поразяващи елементи; димни снаряди М416.
Версията М60А2 е въоръжена със 152-mm оръдие М162. Скорострелност – 4 изстрела в минута. Зареждането е ръчно. Ъгълът на възвишение/снижение на оръдието е от +20 до –10°. Боекомплектът включва 45 конвенционални снаряда или 33 конвенционални снаряда и 13 управляеми ракети Shillelagh MGM 1C на компанията „Форд“ (Ford). Конвенционалните снаряди включват: осколочно-фугасни; кумулативно-осколъчни; шрапнелни, с 10 000 стреловидни поразяващи елементи. Оръдието се управлява с двуплоскостен стабилизатор.
Допълнителното въоръжение на танка е 7,62-mm картечница M73 на „Дженеръл Илектрик“ (General Electric), сдвоена с оръдието и 12,7-mm зенитна картечница М85 на „Дженеръл Илектрик“, монтирана в командирска куполка М19. Във версия М60А3 сдвоената картечница е М240 – американско означение на белгийската 7,62-mm FN MAG. Боекомплекът за картечниците е 5950 (5500 при М60А2) 7,62-mm патрона за сдвоената картечница и 900 (1080 при М60А2) 12,7-mm патрона за зенитната картечница.
Екипажът разполага с два11,43-mm картечни пистолета М3А1 с общо 360 патрона, както и с 8 ръчни гранати.

### Система за управление на огъня
Мерачът разполага с дневен перископичен прицел M31 с едно- и осемкратно увеличение и телескопичен прицел М105С. За сдвоената картечница се използва прицел М44С, но скалата за нея се проектира в зрителното поле на основния прицел. Нощният прицел е обединен в корпуса на дневния перископичен прицел. За осветяване на целите се използва ксенонов прожектор AN/VSS-1, излъчващ бяла или инфрачервена светлина и монтиран върху маската на оръдието.
Командирът разполага с монокулярен прицел далекомер M17C с 10-кратно увеличение и диапазон за измерване на разстоянието – 200 – 5000 m, а точността на измерване е 10 m. При командира е монтиран и зенитен мерник M71-28C за стрелба от 12,7-mm картечница. В системата за управление на огъня се използва двуплоскостен стабилизатор на въоръжението от електрохидравличен тип и електронен цифров балистически изчислител M13A1D.
От версия М60А1 мерачът получава нов инфрачервен перископичен прибор М32 с 8-кратно увеличение, а командирът – прицел М31 с активен инфрачервен модул и инфрачервен бинокулярен прибор за наблюдение ХМ18.
След 1965 г. е въведен нов балистичен изчислител М16.
От версия М60А3 СУО включва лазерен далекомер AN/VVG-2, балистичен компютър М21, перископичен комбиниран дневно-нощен прицел/прибор за наблюдение М36Е1 с пасивен електронно-оптичен модул. Мерачът разполага с основен комбиниран прицел М35Е1 и спомагателен телескопичен прицел М105D. Подсветката за инфрачервените прибори се осъществява от ксенонов прожектор AN/VSS-3A, който е с по-малък размер и по-малка консумация на енергия.
След 1979 г. се монтира термовизионен прицел на мерача AN/VGS-2. В СУО влизат балистичния компютър М21, командирския прицел-далекомер AN/VVG-2, прицелът на мерача AN/VSG-1, двуплоскостния стабилизатор М10А4, метеодатчик.

### Защита и оборудване
М60 е последният американски танк с монолитна броня. Корпусът е лят. Неговият челен брониран лист е с дебелина 120 mm и ъгъл на наклона 64°. Таванът и дъното на корпуса в отделението за управление са изготвени от броня с дебелина съответно 50 mm и 40 mm, а в бойното и в МТО – 20 mm. Танкът няма бордови противокумулативни екрани. Куполата на танка е лята. Първоначално се използва куполата на М48А2 с леки доработки, а от версия М60А1 се използва удължена купола от експерименталния танк Т95. Максималната дебелина на бронята на куполата е 180 mm, от версия М60А1 – 254 mm.
От 1988 година на танковете М60АЗ, намиращи се на въоръжение в морската пехота на САЩ е установена навесна динамическа защита, състояща се от 49 метални елемента М1 и 42 елемента М2, съдържащи взривно вещество. Масата на тези танкове е 1,8 t по-голяма.
Танкът разполага с филтро-вентилационна установка E37P1 за очистване на въздуха в бойното отделение и специални противотанкови противогази за членовете на екипажа, както и с ренгенометър, автоматична противопожарна система, използваща „Халон 1301“ и въздушно отопление на екипажа.
Механик-водачът разполага с три перископични прибора за наблюдение, като средният може да бъде заменен с прибор за нощно виждане M36. Фаровете за осветяване на пътя на механик-водача – с бяла и инфрачервена светлина, са разположени на челния брониран лист.
Радиооборудването се състои от УКВ радиостанция AN/GRC-3 (или AN/GRC-4.5,6.7 или 8), обезпечаваща връзка в радиус от 32 – 40 km, танко-разговорно устройство AN/VIA-4 с гнездо за включване на полеви телефон. Има опция и за разполагането на радиостанция, работеща в честотния диапазон, използван от авиацията.
Танкът разполага с оборудване за преодоляване на водно препятствие до 5 m.

## Бойно използване
- Война от Йом Кипур  (1973) – Израел използва новополучените 150 танка М60А1 срещу египетските войски, въоръжени с Т-54. Египтяните търпят сериозни загуби.
- Ирано-иракска война  (1980 – 1988) – иранската армия разполага с 460 танка М60А1. Иранците търпят сериозни загуби от иракските Т-62. През януари 1981 г. в битката при Дезфул 300 иракски Т-62 се срещат 300 ирански М60 и „Чифтън“. Иранците губят 45 танка, но унищожават или пленяват според различни източници между 100 и 200 танка [12]
- Операция „Мир за Галилея“ (1982 г.) – по време на гражданската война в Ливан през 1982 г. израелските сили са въоръжени основно с модифицирани М60, усилени с реактивна броня Blazer – известни като Magach 6[13]. Тези танкове се сражават успешно срещу сирийските Т-62 и Т-72. Няколко машини са поразени от ракети, изстреляни от вертолети. [14]
- Войната в Персийския залив  (1990 – 1991 г.) – американските войски участват с малко на брой М60А3 – общо 277, отдавайки предпочитанията на по-новия М1 Ейбрамс. Въпреки това те се сражават успешно срещу иракските Т-55, Т-62 и Т-72, като унищожават 140 танка, без да загубят нито един. [15] На саудитска територия един срещу друг се сблъскват танкове М60А3 на саудитската армия и иракски М60А1, които са пленени от иранците.
- Миротворческа операция „Възраждане на надеждата“ (1992 – 1995) – по време на гражданската война в Сомалия италианският контингент участва с танкове M60A3 TTS с реактивна броня.
- Операция „Щитът на Ефрат“ (24 август 2016 г. – 29 март 2017 г.) – Един батальон турски танкове M60А3 от Втора армия навлизат на сирийска територия в операция срещу силите на Ислямска държава[16], както и срещу бойците от кюрдската съпротива. На 27 август 2016 г. кюрдите унищожават два танка М60 с ПТУР „Милан“.[17] Ден по-късно на сирийска територия навлизат в подкрепа още 1 рота – 13 танка от М60Т Sabra. Няколко дни по-късно от излъчено видео се вижда, че поне два танка М60Т Sabra са улучени от бойци на Ислямска държава с ПТУР, вероятно руски „Корнет“.[18] Ден по-късно е унищожен още един танк М60Т Sabra. През ноември са изпратени за подкрепа още 20 танка М60Т Sabra, както и един батальон от 43 танка „Леопард 2А4“ от Втора бронетанкова бригада на Първа армия.[19]

## Варианти

### САЩ
- ХМ60/М60 – първоначална версия, замислена като дълбока модернизация на М48А2 Патън. Първите бройки нямат командирска куполка.
- М60А1 – първа модернизация от 1962 г. – разполага с нова удължена купола, усилена броня и подобрена хидравлика.
- M60A1 AOS – версия от 1972 г. с двуплоскостен стабилизатор;
- M60A1 RISE – версия RISE (Reliability Improvements for Selected Equipment) с редица подобрения по всички основни системи, включително подобрен дизайн на двигателя, позволяващ по-удобен и бърз достъп до агрегатите;
- M60A1 RISE Passive – версия RISE с по-малък ксенонов прожектор и пасивни инфрачервени модели.
- М60А1Е1 – тестова версия със 152-mm оръдие.
- М60А1Е2/М60А2 – версия от 1964 г. със 152-mm М162 оръдие. Като опция е изпитван и вариант с 20-mm дистанционно управляемо оръдие.
- М60А1Е3 – прототип, M60A1E2, но със 105-mm оръдие.
- М60А1Е4 – прототип, с дистанционно управляеми оръжия.
- М60А3 – подобрена версия на М60А1 нова СУО, включваща нови мерни прибори, лазерен далекомер, балистичен изчислител и метеодатчик.
- М60А3 TTS – версия с термовизорни мерни прибори AN/VSG-2.
- М60А3 SLEP – версия с по-мощен двигател, 120-mm оръдие, странични бордови екрани.
- М60 Super/AX – версия с подобрена бронировка и леки подобрения.
- М60-2000/120S – дълбока модернизация на М60, разработена от „Дженерал Дайнамикс“. Монтира се купола на М1 Ейбрамс, и 120-mm оръдие на Rheinmetall. Шасито използва окачването на М1АА, добавен е инфрачервен радар – 240X4 Forward Looking Infrared Radar (FLIR), двигателят е дизеловият AVDS-1790-9A с 1200 к.с. Модификацията е предложена на Турция за модернизиране на танковете М60, но офертата е отхвърлена в полза на израелската модификация Sabra и проектът е спрян[20].

### Експортни модели
- Е60
- Е60 – експортен модел на М60 без модификации.
- Е60A – експортен модел на M60A1 без модификации.
- Е60A Dozer – експортен модел на M60A1, оборудван с булдозерно гребло M9.
- Е60B – експортен модел на M60A3 без модификации.

### Израел
- Magach 6 – модернизация на версиите M60/M60A1/M60A3. Включва видоизменена купола и реактивна броня Blazer.
- Magach 7 – модернизация на версия M60 с двигател AVDS-1790-5A с 908 конски сили, допълнителна пасивна броня, нова СУО, верижни тракове от „Меркава“.

### Иран
- Samsam – иранска модернизация на М60А1, включваща реактивна броня, нова СУО и инфрачервени разсейватели за борба с ПТУР.

### Йордания
- M60 Phoenix – модернизация на М60А3 за йорданската армия, включваща 120-mm гладкостволно швейцарско оръдие RUAG, навесна динамична защине и нова СУО[21].

### Турция
- М60Т или Sabra – израелска модернизация на М60А1. Въоръжен е със 120-mm гладкостволно оръдие MG253, 2 7,62-mm картечници MG3A1, 12,7-mm картечница М85 и 60-mm мортира, нов двигател – MTU MT 881 KA-501, нова трансмисия и реактивна броня.

## Машини на основата на М60

### САЩ
- М60 AVLB – 18-метров мостопоставяч на основата на М60.
- М60 A1 – подобрена версия на М60 AVLB на основата на М60А1.
- М60 AVLM – минен трал на основата на М60.
- М60 Panther – минен трал на основата на М60 с дистанционно управление.

- М728 CEV – сапьорен танк на основата на М60, съоръжен с кран, булдозерни гребла D7 и 165-mm късоцевно оръдие М135.
- М728A1 – подобрена версия на сапьорен танк на основата на М60А1.
- М88A – ремонтно евакуационна машина на основата на М60, произвеждана от 1977 г.
- М88B Hercules  – ремонтно евакуационна машина на основата на М60, произвеждана от 1991 г.

### На други страни
- М60VLPD 26/70E – мостопоставяч на испанската армия на основата на М60А1 – 12 машини.
- М60CZ-10/25E Alacran – инженерна машина на испанската армия на основата на М60А1 – 38 машини.

## Оператори
- Бахрейн: 180 M60A3[22]
- Босна и Херцеговина: 45 M60A3[23]
- Бразилия: 45 M60A3 TTS[24]
- Гърция: 100 общо – M60A1 RISE Passive и M60A3 TTS. [25]
- Египет: 1150 общо – 850 M60A3 и 300 M60A1 [26]
- Иран: 150 M60A1[27].
- Испания: 16 M60A3 TTS за морската пехота M60A1 [28]
- Йордания: 209 общо: 88 M60 Phoenix, 115 M60A1 и M60A3[29]
- Мароко: 220 M60A1, 120 M60A3[30]
- Оман: 79 общо – 6 M60A1 и 73 M60A3[31]
- Португалия: 21 M60A3 TTS[32]
- Саудитска Арабия: 390 M60A3[33]
- Судан: 20 M60A3[34]
- Тайван: 200 M60A3 TTS[35]
- Тайланд: 178 общо: 53 M60A1 RISE Passive и 125 M60A3 TTS [36]
- Тунис: 84 общо – 30 M60A1 и 54 M60A3 [37]
- Турция: 932 общо – 658 M60A3 TTS, 104 M60A1 RISE, 170 M60T[38]
- Йемен: 50 M60A1 [39]

### Бивши оператори
- Австралия
- Етиопия
- Израел
- Италия
- Норвегия
- САЩ